# Denis Šaforostov
Denis Alexandrovič Shaforostov známý také jako Denis Stoff (* 4. května 1992, Doněck, Ukrajina) je bývalý zpěvák skupin Down & Dirty, Make me Famous a Asking Alexandria. V současné době[kdy?] je členem kapely Drag Me Out.
Narodil se v Doněcku na Ukrajině. V roce 2010 založil metalcorovou skupinu Make Me Famous se svými čtyřmi kamarády Serjem Kravčenkem, Sergejem Hohlovem, Dusty Bolesem a Igorem Jestrebovem, kteří také pocházeli z Ukrajiny. Denis v této skupině hrál na kytaru a zpíval. Skupina se proslavila díky Denisově kanálu na YouTube, kam umísťoval jejich cover písně, kde zpíval nebo hrál na kytaru. Na tento kanál přidal i několik videí s Make Me Famous. Skupina vydala své první a zároveň poslední album v březnu 2012. Album má název It's Now Or Never. Na konci roku 2012 skupinu opustil, čímž se skupina na začátku roku 2013 poté, co ukončila turné, rozpadla. Zbylí členové Make Me Famous založili novou skupinu s názvem Oceans Red.
Po odchodu ze skupiny Make Me Famous se připojil ke skupině Down & Dirty jako zpěvák. Skupina nahrála pouze 4 písně, ze kterých jen dvě měly videoklip. Tato skupina se neproslavila.
Když skupinu Asking Alexandria opustil Danny Worsnop, čekalo se, kdy oznámí nového zpěváka. Dne 26. května 2015 byl právě Stoff oficiálně jmenován jako nový zpěvák Asking Alexandria. Spekulace o Denisově nástupu do skupiny byly už od odchodu Dannyho, se kterým se Stoff kamarádil a který jej členům Asking Alexandria doporučil. Vše potvrdila nová písnička „I Won't Give In“ vydaná 27. května již ve složení se Stoffem.
Své působení v této skupině ukončil 21. října 2016.